# Mandinga (banda)
Mandinga es una banda de música pop rumana formada en 2002 en Bucarest conformada por músicos rumanos y cubanos. La cantante original de la banda fue Elena Gheorghe, pero abandonó la formación en 2005 y es conocida, entre otras cosas, por representar a Rumania en el Festival de la Canción de Eurovisión 2012. Desde 2006, la nueva vocalista de Mandinga es Elena Ionescu. Ionescu abandonó el grupo en marzo de 2016 para emprender su carrera en solitario, dando la bienvenida a la cantante española Bárbara Isasi.
En total, la banda está conformada por siete integrantes: Bárbara (vocalista), Alex (trompeta), Chupi (batería), El Niño (congas), Omar (piano), Zach (saxófono) y Tony (trombón).  La banda mezcla diversos géneros musicales y está muy ligada a la música latina, pasando por salsa, merengue o cumbia. Incluso, muchas de sus canciones y títulos de sus álbumes son en español.
Mandinga fue seleccionada para representar a Rumania en el Festival de la Canción de Eurovisión 2012 que se celebró en Bakú con la canción «Zaleilah», tras ganar la final nacional. Al existir en Eurovisión un límite de seis personas sobre el escenario, uno de los miembros de la banda, Tony el trombón, quedó fuera de escena, pero la canción no sufrió variaciones al utilizarse música pregrabada como en el resto de instrumentos. Consiguieron clasificarse en 12.º lugar con 71 puntos.

## Discografía
- ...de corazón (2003)
- Soarele Meu (2005)
- Gózalo (2006)
- Donde (2008)
- Club de Mandinga (2012)